# Ендовицкий (хутор)
Ендовицкий — хутор в Красногвардейском районе Белгородской области. Входит в состав Засосенского сельского поселения.

## География
Хутор расположен в 10 км на юго-восток от районного центра — Бирюча и в 9 км на юго-восток от центра сельского поселения — села Засосна.
Часовой пояс
Хутор Ендовицкий как и вся Белгородская область, находится в часовой зоне МСК (московское время). Смещение применяемого времени относительно UTC составляет +3:00.

## История
Название хутора пошло от слова «Ендова» – впадина. Основано в 1937 году. Жители - переселенцы из села Малобыково. В одно лето было поставлено 42 дома. Жилые постройки строители лепили из глины. Также в 1937 году был организован колхоз «Ленинский комсомол», председателем которого был Трапезников Василий Дмитриевич. Построена кузница, мельница, через год ферма и овчарня. Дети посещали школу в селе Хлевище в соседнем Алексеевском районе. До 1955 года село относилось к Хуторскому сельскому совету.
В 70-е годы отстроены здания производственного назначения колхоза «Память Кирова», а также медицинский пункт, магазин, клуб, начальная школа.
В хутор проведен газ, проложены дороги с твердым покрытием.

## Население
| 2002 | 2010 |
| ---- | ---- |
| 217  | ↘195 |